# Половков Іван Сергійович
Іван Сергійович Половков (1913, село Дніпровка, тепер Кам'янсько-Дніпровського району Запорізької області — 11 січня 1951, село Новодніпровка Кам'янсько-Дніпровського району Запорізької області) — український радянський діяч, голова колгоспу імені Ворошилова Кам'янсько-Дніпровського району Запорізької області. Герой Соціалістичної Праці (16.02.1948). Депутат Верховної Ради СРСР 3-го скликання (в 1950—1951 роках).

## Життєпис
Народився в бідній селянській родині. З дванадцятирічного віку працював у сільському господарстві. Потім був бурильником на марганцевих рудниках Криворіжжя. У 1930 році вступив до комсомолу.
У 1930-х роках брав активну участь в колективізації сільського господарства та організаційно-господарському зміцненню колгоспів на Запоріжчині.
Член ВКП(б) з 1940 року.
З лютого 1940 по жовтень 1945 року служив у Червоній армії, учасник німецько-радянської війни. 
У 1945 — 11 січня 1951 року — голова колгоспу імені Ворошилова села Новодніпровка Кам'янсько-Дніпровського району Запорізької області.
Помер після тривалої важкої хвороби. Похований в парку Слави села Новодніпровка Кам'янсько-Дніпровського району Запорізької області.

## Нагороди
- Герой Соціалістичної Праці (16.02.1948)
- орден Леніна (16.02.1948)
- орден Трудового Червоного Прапора (1949)